# Пирсон, Джефф
Дже́ффри Майкл (Джефф) Пи́рсон (англ. Geoffrey Michael "Geoff" Pierson; род. 16 июня 1949, Чикаго, Иллинойс) — американский актёр, известный по телесериалам «Несчастливы вместе» и «Декстер».

## Биография
Джефф Пирсон родился и вырос в Чикаго. В 1971 году он окончил философский факультет Фордемского университета. Вернувшись в Иллинойс, Пирсон стал театральным актёром. Его профессиональный дебют состоялся в 1976 году в летнем театре Шейди Ленд. В 1980 году он окончил Йельскую школу драмы. В 1978 году Пирсон дебютировал на бродвейской сцене в постановке «Крылья» Артура Копита, где играл небольшую роль доктора. После окончания школы драмы Пирсон получил работу на телевидении, сначала он играл роль полицейского в дневном сериале NBC «Техас», затем три года играл политика Фрэнка Райана в мыльной опере «Надежда Райан» канала ABC.
В 1990-х годах Пирсон снимался в основном в комедийном жанре. Он играл Джимми Келли, мужа Грейс, в сериале «Грейс в огне». Затем последовала главная роль в ситкоме «Несчастливы вместе», который транслировался с 1995 по 1999 год, и сериал 2002 года «Шоу 80-х». В 2000-х годах в репертуаре Пирсона преобладали драматические роли. Часто ему доводилось играть политиков: сенатора в политической драме «Западное крыло» (2002—2003), президента США в третьем и четвёртом сезонах хитового сериала «24 часа» (2003—2005), вновь сенатора в «Подпольной империи» (2010—2012), министра обороны США в «На грани» (2015), детектива полиции в «Декстере» (2006—2013). Также Пирсон появлялся в качестве приглашённой звезды в эпизодах многих сериалов, среди которых «Жизнь как приговор», «Менталист», «Медиум», «Мыслить как преступник», «Вероника Марс», «Детектив Монк», «Числа», «Касл», «Месть», «Правила совместной жизни».
Помимо работы на телевидении Пирсон снимается и в кино. Он снялся в двух фильмах Клинта Иствуда: в «Подмене» (2008) сыграл адвоката Хана, в биографической драме «Дж. Эдгар» (2011) сыграл генерального прокурора США Митчела Палмера.

## Личная жизнь
В 1971 году Пирсон женился на Кэтрин Дейли. В этом браке родилось трое детей: сын Рой и дочери Элизабет и Нора. В 1997 году Пирсон женился на канадской актрисе Кали Тимминс, у них есть общий ребёнок.

## Фильмография
| Год       |    | Русское название                | Оригинальное название  | Роль                  |
| --------- | -- | ------------------------------- | ---------------------- | --------------------- |
| 1995      | ф  | Четвертак                       | Two Bits               | доктор Уилсон         |
| 2001      | ф  | Гремучие змеи                   | Venomous               | генерал Артур Манчек  |
| 2001      | ф  | В тылу врага                    | Behind Enemy Lines     | адмирал Донелли       |
| 2004      | ф  | Спартанец                       | Spartan                | Пирс                  |
| 2006—2013 | с  | Декстер                         | Dexter                 | Томас Метьюс          |
| 2007      | тф | Долина света                    | The Valley of Light    | Уитлоу Майфилд        |
| 2007      | ф  | Война динозавров                | D-War                  | министр обороны       |
| 2007      | ф  | Ловушка                         | Already Dead           | Пирс                  |
| 2008      | ф  | Подмена                         | Changeling             | Хан                   |
| 2008      | ф  | Напряги извилины                | Get Smart              | вице-президент        |
| 2009      | ф  | Самый лучший папа               | World's Greatest Dad   | директор Андерсон     |
| 2011      | ф  | Боже, благослови Америку        | God Bless America      | босс Фрэнка           |
| 2011      | ф  | Атлант расправил плечи: Часть 1 | Atlas Shrugged: Part I | Мидас Маллиген        |
| 2011      | ф  | Жених напрокат                  | Something Borrowed     | Декстер Талер старший |
| 2011      | ф  | Дж. Эдгар                       | J. Edgar               | Митчел Палмер         |
| 2011      | ф  | Такие разные близнецы           | Jack and Jill          | Картер Симмонс        |
| 2014      | ф  | Ты — не ты                      | You’re Not You         | отец Кейт             |
| 2016      | ф  | Вне правил                      | Rules Don’t Apply      | Меррилл Линч          |
| 2017      | с  | Последний кандидат              | Designated survivor    | Корнелиус Мосс        |
| 2020      | ф  | Не та девушка                   | The Wrong Missy        | Джек Уинстон          |